# Academia Neoplatónica
La Academia Neoplatónica fue una influyente escuela filosófica que floreció en la antigua Grecia y Roma desde el siglo III d. C. hasta el cierre definitivo de la academia en el año 529 d. C. Esta escuela se desarrolló a partir de las enseñanzas de Platón, el famoso filósofo griego de la antigüedad, pero también incorporó elementos del pensamiento de otros filósofos, como Plotino y Aristóteles. La Academia Neoplatónica marcó una evolución significativa en la filosofía platónica y dejó una profunda influencia en la tradición filosófica occidental.

## Fundación y Desarrollo
La Academia Neoplatónica fue fundada por Ammonio Saccas en el siglo III d. C. en Alejandría, Egipto. Ammonio fue un pensador eclectista que buscó sintetizar las enseñanzas de Platón, Aristóteles y otros filósofos griegos con elementos del pensamiento oriental y místico. Sin embargo, es con el filósofo griego Plotino que la Academia Neoplatónica alcanzó su pleno esplendor.

## Principios Filosóficos
El Neoplatonismo se centró en la búsqueda de la unidad suprema o el "Uno" como la fuente y principio de toda realidad. Plotino desarrolló una teoría metafísica compleja que argumentaba que todo emanaba del Uno en una serie descendente de niveles de existencia, conocidos como hipóstasis. Estas hipóstasis incluían el Intelecto (Nous) y el Alma (Psique). La aspiración suprema del individuo era ascender espiritualmente a través de la contemplación y la filosofía para alcanzar la unión con el Uno y liberarse de la ilusión de la realidad material.

## Legado
La influencia de la Academia Neoplatónica en la filosofía, la religión y la cultura occidental fue profunda. Filósofos, teólogos y místicos posteriores, como San Agustín, Boecio y Pseudo-Dionisio el Areopagita, se inspiraron en el Neoplatonismo en sus propias obras. Además, la filosofía neoplatónica influyó en el desarrollo del cristianismo primitivo, especialmente en la formulación de la doctrina trinitaria.

## Cierre
La Academia Neoplatónica se mantuvo activa durante varios siglos, pero en el año 529 d. C., el emperador Justiniano I ordenó el cierre de todas las escuelas filosóficas paganas, incluida la Academia de Atenas. Este evento marcó el fin de una era en la filosofía antigua y el ascenso del pensamiento religioso en la Europa medieval.